# Goler Heights
Goler Heights – obszar niemunicypalny w Kern County, w Kalifornii (Stany Zjednoczone), na wysokości 786 m.